# Daniel Sørensen
 Der er for få eller ingen kildehenvisninger i denne artikel, hvilket er et problem. Du kan hjælpe ved at angive troværdige kilder til de påstande, som fremføres i artiklen.

Daniel Sørensen (født 1986 i) er en dansk iværksætter. Han driver virksomheder i flere lande og har i sin tidlige karriere strakt sig fra at drive tankstationer på Vestsjælland til at starte sin egen bank.
Daniel Sørensen er blandt mange kendt for sit ejerskab af det amerikanske pladeselskab MacDaniels, hvor han på trods af sin korte karriere i musikbranchen har arbejdet med musikere som The Game, Rick Ross, French Montana, Sean Finn m.fl.
Siden 2007 har han også stået i spidsen for startup-katalysatoren i et førende dataselskab i indien. I maj 2008 solgte Sørensen det indiske dataselskab til teleudbyderen Vodafone Europe BV, for et beløb der er anslået til at være i omegnen af $49m. Det kom frem at online betalingstjenesten PayPal havde købt en andel i Sørensen's aktiviteter for ca. €12 til €15 millioner.[kilde mangler]
Daniel Sørensen lod sig efter eget udsagn sjældent fotografere. han drev og ejede Carbox, hvilket gav ham tilnavnet manden med den røde bil Et navn Leif Beck Fallesen tildelte ham under en Gazelle kåring.
2014 var Daniel Sørensen den mest søgte profil på hjemmesiden proff.dk. Samme år blev han også udnævnt til "Young Global Leader" af World Economic Forum som den femte dansker nogensinde.
Daniel Sørensen er, udover at være virksomhedsejer og -stifter, forfatter, foredragsholder, adjungeret professor ved Center for Virksomhedsudvikling og Ledelse ved Copenhagen Business School og tidligere investor i bl.a. Black Pearl Capital i Qatar.
Daniel Sørensen sidder derudover i en lang række eksterne bestyrelser og tænketanke.
Daniel Sørensen blev i 2012 inviteret til en af kongehusets middage, da han efter eget udsagn er et symbol for danske iværksættere.[kilde mangler]